# 库蒂利亚诺
库蒂利亚诺（義大利語：Cutigliano），原为意大利托斯卡纳大区皮斯托亚省的一个市镇。总面积43.82平方公里，人口1587人，人口密度36.2人/平方公里（2009年）。ISTAT代码为047004。
2017年，库蒂利亚诺和阿贝托内合并为新的阿贝托内-库蒂利亚诺市镇。